# Ústí nad Labem-Střekov
Ústí nad Labem-Střekov je městský obvod statutárního města Ústí nad Labem o rozloze 3029,32 ha (s 3 % zastavěné plochy, 4 % vodní plochy a 48 % lesy), kde k roku 2011 žilo 14 041 obyvatel.
Rozkládá se na pravém břehu řeky Labe a zahrnuje místní části Střekov (k. ú. Střekov a Nová Ves), Brná, Církvice, Kojetice, Olešnice, Sebuzín a Svádov (k. ú. Svádov a Budov u Svádova).
Na území této oblasti se nachází Labská cyklotrasa podél řeky Labe a moderní termální koupaliště v Brné. Celé území je s centrem města spojeno Mariánským mostem a mostem Dr. E. Beneše (pro automobily a pěší) a železničním mostem (pro vlaky a pěší).
Městským obvodem prochází železniční trať č. 073 (Ústí nad Labem-Střekov – Děčín) a je zde v provozu stanice Ústí nad Labem-Střekov.
Na labské vodní cestě je zde zdymadlo (plavební komora Ústí nad Labem-Střekov).